# Trolls Band Together
Trolls Band Together (titulada en español como Trolls 3: Se armó la banda en Hispanoamérica y Trolls 3: Todos juntos en España) es una película animada estadounidense producida por DreamWorks Animation y distribuida por Universal Pictures, basada en los muñecos Troll de Thomas Dam. Codirigida por Walt Dohrn y Tim Heitz, y escrita por Elizabeth Tippe, Jonathan Aibel y Glenn Berger, Trolls Band Together es la secuela de Trolls World Tour (2020) y corresponde a la tercera parte de la franquicia Trolls.
Anna Kendrick, Justin Timberlake, Zooey Deschanel, Christopher Mintz-Plasse, Icona Pop, Anderson Paak, Ron Funches, Kenan Thompson y Kunal Nayyar vuelven a dar su voz a los personajes de las películas predecesoras, mientras que Eric André, Kid Cudi, Daveed Diggs, Troye Sivan, Camila Cabello, Amy Schumer, Andrew Rannells, RuPaul Charles y Zosia Mamet se unen por primera vez al elenco.
Trolls Band Together se estrenó en los cines estadounidenses el 17 de noviembre de 2023, mientras que en España fue el 27 de octubre de 2023.

## Sinopsis
Poppy (Kendrick) y Branch (Timberlake), que ya son una pareja oficial, intentan rescatar a Floyd (Sivan) hermano de Branch que fue secuestrado por dos gemelos malvados llamados Velvet y Veneer a la vez que tienen que reunir a los otros hermanos de Branch tras la separación de su exitosa boy band BroZone.

## Argumento
En un flashback, un bebé Branch y sus cuatro hermanos mayores, John Dory, Spruce, Clay y Floyd, se presentan como una banda de chicos llamada BroZone. Al no lograr la "Armonía Familiar Perfecta", una poderosa habilidad que los trolls pueden alcanzar cuando están completamente sincronizados, los hermanos discuten y cada uno toma su camino. Branch queda solo, criado por su abuela Rosiepuff.
En el presente, tras salvar la música de los Hard Rock Trolls, Branch y Poppy asisten a la boda de Bridget y Gristle en Bergen Town. Ellos son interrumpidos por John Dory, quien le revela a Branch que Floyd ha sido capturado por Velvet y Veneer, dos adolescentes del Monte Rageon que desean ser estrellas del pop. Los hermanos han atrapado a Floyd en un frasco de perfume de diamantes, que usan para extraer su esencia y mejorar su canto, aunque el proceso podría eventualmente matarlo. Como la Perfecta Armonía Familiar es lo único que puede destruir a los diamantes, Branch acepta a regañadientes ayudar a John Dory a encontrar a sus hermanos y rescatar a Floyd. Junto con Poppy y Tiny Diamond, ellos parten en la camioneta portátil con forma de armadillo de John Dory llamada Rhonda.
Ellos encuentran a Spruce en el resort Vacay Island, donde se cambió el nombre a Bruce y formó una familia. Bruce se muestra reacio a ayudar, hasta que su esposa e hijos lo convencen. Más tarde, el grupo encuentra a Clay en un campo de minigolf abandonado de Bergen, habitado por una colonia oculta de Pop Trolls que desconocen que los Bergen ya no son sus enemigos, tras separarse de los demás Pop Trolls cuando huyeron del Trollstice final. Ellos también conocen a la líder de la colonia, Viva, que se revela como la hermana perdida de Poppy. Al principio, Poppy está encantada, pero la visita se vuelve amarga cuando Viva se niega a creer que los Bergen hayan cambiado e intenta impedir que el grupo de Poppy abandone el campo de golf. Consiguen escapar gracias a Clay, que ha accedido a ayudar, y Poppy y Viva se separan con tristeza.
Mientras tanto, Velvet y Veneer siguen despojando a Floyd de su esencia, y Velvet revela que falsificó su letra y envió una carta a John Dory para tentar a sus hermanos a rescatarlo. Además, Crimp, el asistente de los hermanos, inventa trajes con hombreras que mejoran la extracción, los cuales planean usar cuando capturen toda BroZone.
Los Trolls casi llegan al Monte Furioso, pero discuten de nuevo y no logran realizar la Armonía Familiar Perfecta. Cuando sus hermanos deciden separarse de nuevo tras salvar a Floyd, Branch los regaña por seguir tratándolo como a un bebé, revelándoles que vivió toda su vida solo después de que devoraran a su abuela. Poppy y Tiny ayudan a Branch a llegar al Monte Furioso usando el triciclo de Tiny, y localizan a Floyd, pero Velvet y Veneer capturan al resto de los hermanos de Branch, lo que dificulta aún más el rescate. El trío escapa y libera a Rhonda, quien también es capturada, pero se encuentra con Crimp, quien abraza a Poppy. Bridget y Gristle finalmente tropiezan en el campo de golf durante su luna de miel, pero Viva los nota y acepta ayudarlos a encontrar a su hermana tras darse cuenta de su error.
Con la ayuda de sus nuevos amigos, Branch y Poppy pronto se enfrentan a Velvet y Veneer cuando empiezan a convivir con sus fans, lo que los impulsa a irse en su lujoso vehículo, en el que Poppy, Branch y Tiny persiguen a Rhonda. Durante la persecución, Branch, al darse cuenta de que ya no podía más, sustituye a Tiny al volante y luego se lo devuelve. Velvet y Veneer empiezan a usar las hombreras para extraer la esencia de los hermanos de Branch y así dar un espectáculo. Branch y Poppy reciben pronto la ayuda de Viva, Bridget y Gristle, y rescatan a los hermanos de Branch, excepto a Floyd.
Al ver que Floyd está a punto de perder la esencia, Branch les dice a sus hermanos que simplemente necesitan estar en armonía. Ellos, junto con Poppy y Viva, realizan la Armonía Familiar Perfecta y escapan de sus prisiones justo cuando Floyd pierde lo último de su esencia, matándolo, pero revive rápidamente. Veneer, quien había estado cuestionando las maquinaciones de Velvet, lo confiesa todo públicamente, y los hermanos son enviados a prisión mientras Branch y Poppy se besan por primera vez. Los Trolls regresan a la Isla Vacay y presencian el concierto de regreso de BroZone, acompañados por Kismet, otra banda de la que Branch formó parte.

## Producción
El 9 de abril de 2020, Justin Timberlake expresó su interés en participar en futuras películas de Trolls durante su presentación en Apple Music, "Espero que hagamos, como, siete películas de Trolls, porque es un regalo que sigue dando". El 22 de noviembre de 2021, se anunció que una tercera película de Trolls sería estrenada en los cines el 17 de noviembre de 2023. Se confirmó que Anna Kendrick y Timberlake retomarían sus roles de voz como Poppy y Branch, respectivamente. El 28 de marzo de 2023, con el lanzamiento del tráiler oficial, se anunciaron oficialmente nuevos miembros del reparto de la película, incluyendo a Eric André, Kid Cudi, Daveed Diggs, Troye Sivan, Camila Cabello, Amy Schumer, Andrew Rannells, RuPaul Charles y Zosia Mamet. Walt Dohrn regresó para dirigir la película después de su predecesora, mientras que Gina Shay se desempeñó nuevamente como productora de la secuela. Tim Heitz fue anunciado más tarde como codirector. El mismo día de estos anuncios, DreamWorks Animation reveló el título oficial, Trolls Band Together.
Según Shay, la idea de realizar una secuela de Trolls surgió inmediatamente después del estreno de la primera película en 2016. Aunque Trolls Band Together es principalmente una película de animación CGI, también incluye algunas secuencias de animación en 2D con estilos inspirados en Yellow Submarine (1968) y Fantasia (1940).

## Música
El 6 de marzo de 2023 se confirmó que Theodore Shapiro compondría la banda sonora de Trolls Band Together, tal como lo hizo en la película anterior. El 14 de septiembre de 2023, tras el lanzamiento del segundo tráiler, DreamWorks anunció que NSYNC interpretaría una canción original para la película, llamada "Better Place", que fue la primera canción del grupo en 22 años.

## Estreno
Trolls Band Together se estrenó en los cines el 17 de noviembre de 2023. A diferencia de Trolls World Tour (2020), que se estrenó simultáneamente en un número limitado de cines y en plataformas de video bajo demanda debido a la pandemia de COVID-19, esta nueva película se estrenó exclusivamente en los cines.
En cuanto a su distribución en streaming, se ha llegado a un acuerdo de 18 meses con Netflix. La película estará disponible para transmisión en Peacock durante los primeros cuatro meses de la ventana de televisión de pago, después se trasladará a Netflix durante los siguientes diez meses y, finalmente, regresará a Peacock para los cuatro meses restantes.